# Rue Roger-Brun
La rue Roger-Brun est une voie marseillaise située dans les 5e et 6e arrondissements de Marseille.

## Situation et accès
La rue démarre à l’intersection avec la rue de Lodi, la rue d'Iéna et la rue Sainte-Cécile, dans le quartier de Lodi. Elle traverse le quartier de Baille par une légère descente et se termine à l’intersection avec l’avenue de Toulon, aux portes du 10e arrondissement.

## Origine du nom
La rue doit son nom à Roger Brun (1914-1944), gardien de la paix groupe cycliste, mort en action le 24 août 1944 lors des combats pour la libération de Marseille.

## Historique
La rue est classée dans la voirie de Marseille le 28 avril 1855.
Elle porte son nom actuel par délibération du conseil municipal en date du 23 juillet 1945. La rue s’appelait auparavant « rue Vincent » du nom de son ancien propriétaire M. Vincent par délibération du 16 juillet 1840.

## Bâtiments remarquables et lieux de mémoire
S’y trouvent de nombreux commerces, dont un supermarché Utile.